# Brachycythere
Brachycythere is een geslacht van kreeftachtigen uit de klasse van de Ostracoda (mosselkreeftjes).

## Soorten
- Brachycythere (Brachycythere) acutocaudata  (Alexander, 1929) Morkhoven, 1963 †
- Brachycythere (Brachycythere) ledaforma (Israelsky, 1929) Alexander, 1933 †
- Brachycythere (Digmocythere) russelli (Howe & Lea in Howe & Law, 1936) Morkhoven, 1963 †
- Brachycythere (Digmocythere) watervalleyensis (Howe & Chambers, 1935) Morkhoven, 1963 †
- Brachycythere acuminata Hazel & Paulson, 1964 †
- Brachycythere acutocaudata (Alexander, 1929) Morkhoven, 1963 †
- Brachycythere agulhasensis Dingle, 1971 †
- Brachycythere arabica Al-furaih, 1985 †
- Brachycythere armata Reyment, 1960 †
- Brachycythere asymmetrica Puckett, 1994 †
- Brachycythere atlantica (Schmidt, 1948) Coryell, 1963 †
- Brachycythere batei Jain, 1975 †
- Brachycythere beershevaensis Honigstein, 1984 †
- Brachycythere boldi Singh & Porwal, 1989 †
- Brachycythere branisae Musacchio, 1990 †
- Brachycythere crenulata (Crane, 1965) Ascoli, 1976 †
- Brachycythere darensis Swain, 1952 †
- Brachycythere dumoni Bismuth & Saint-marc, 1981 †
- Brachycythere durhami Hazel & Paulson, 1964 †
- Brachycythere ekpo Reyment, 1960 †
- Brachycythere epunsiensis Khan, 1970 †
- Brachycythere favrodiana (Bosquet, 1847) Veen, 1935 †
- Brachycythere fernandensis Bold, 1960 †
- Brachycythere foraminosa Alexander, 1934 †
- Brachycythere gibbera (Guan, 1978) Gou, Zheng & Huang, 1983 †
- Brachycythere glypta Al-furaih, 1985 †
- Brachycythere hadleyi Stephenson, 1946 †
- Brachycythere harlani Jennings, 1936 †
- Brachycythere harmoniensis Bold, 1960 †
- Brachycythere ilamensis Emami, 1990 †
- Brachycythere ilyini Gramm, 1963 †
- Brachycythere indiana Sastry & Mamgain, 1972 †
- Brachycythere iranensis Emami, 1990 †
- Brachycythere ismaili (Bassiouni, 1971) Boukhary et al., 1993 †
- Brachycythere jerseyensis Jennings, 1936 †
- Brachycythere jessupensis Howe & Garrett, 1934 †
- Brachycythere kugleri Bold, 1957 †
- Brachycythere kulatturensis Guha, 1971 †
- Brachycythere labioforma Emami, 1990 †
- Brachycythere lebanonensis Howe, 1951 †
- Brachycythere ledaforma (Israelsky, 1929) Alexander, 1933 †
- Brachycythere longicaudata (Chapman, 1904) Dingle, 1969 †
- Brachycythere longicosta (Ducasse, 1963) Scheremeta, 1969 †
- Brachycythere macropunctata (Bold, 1946) Bold, 1988 †
- Brachycythere mckenziei Guha & Shukla, 1974 †
- Brachycythere meata Al-furaih, 1985 †
- Brachycythere mediocrisa Rosyjeva, 1962 †
- Brachycythere minatoi Osorio, 1978 †
- Brachycythere multidifferentis Nicolaidis & Piovesan in Piovesan, Nicolaidis, Fauth & Viviers, 2013 †
- Brachycythere multiplicata Scheremeta, 1969 †
- Brachycythere nalinnesensis Keij, 1957 †
- Brachycythere nausiformis Swain, 1952 †
- Brachycythere ogboni Reyment, 1963 †
- Brachycythere oguni Reyment, 1960 †
- Brachycythere omarai (Cronin & Khalifa, 1980) Boukhary et al., 1993 †
- Brachycythere ovata (Berry, 1925) Alexander, 1934 †
- Brachycythere pallakaveriensis Sastry & Mamgain, 1972 †
- Brachycythere physigastera Bold, 1946 †
- Brachycythere pietschkeri Skinner, 1956 †
- Brachycythere plauta (Guan, 1978) Gou, Zheng & Huang, 1983 †
- Brachycythere plena Alexander, 1934 †
- Brachycythere plicatula Veen, 1935 †
- Brachycythere pondolandensis Dingle, 1969 †
- Brachycythere porosa (Crane, 1965) Hazel & Brouwers, 1982 †
- Brachycythere posterotruncata Emami, 1990 †
- Brachycythere protenta Luebimova & Sanchez, 1974 †
- Brachycythere pseudovata Jennings, 1936 †
- Brachycythere punctata Sastry & Mamgain, 1972 †
- Brachycythere pustulosiformis Scheremeta, 1969 †
- Brachycythere pyriforma Hazel & Paulson, 1964 †
- Brachycythere rajasthanensis Bhandari, 1992 †
- Brachycythere raleighensis Brown, 1957 †
- Brachycythere reymenti Emami, 1990 †
- Brachycythere rhomboidalis (Berry, 1925) Alexander, 1933 †
- Brachycythere rotunda Dingle, 1969 †
- Brachycythere sapucariensis Kroemmelbein, 1964 †
- Brachycythere schulerideaformis Andreev, 1966 †
- Brachycythere shamlani Al-Furaih, 1985 †
- Brachycythere sicarius Dingle, 1980 †
- Brachycythere sillakkudiensis Sastry & Mamgain, 1972 †
- Brachycythere simplex Donze, 1972 †
- Brachycythere sphenoides (Reuss, 1854) Alexander, 1933 †
- Brachycythere subtriangulata Singh & Porwal, 1989 †
- Brachycythere tarentina (Baird, 1850) Ellermann, 1960
- Brachycythere taurica Scheremeta, 1969 †
- Brachycythere taylorensis (Alexander, 1929) Hazel & Paulson, 1964 †
- Brachycythere tenuicristata (Reuss, 1865) Howe & Laurencich, 1958 †
- Brachycythere triangularis (Reuss, 1855) Gramann & Moos, 1969 †
- Brachycythere tumida Al-Furaih, 1985 †
- Brachycythere undosa Al-furaih, 1985 †
- Brachycythere unicosta Crane, 1965 †
- Brachycythere ventromulticarinata Singh & Porwal, 1989 †
- Brachycythere westi (Stephenson, 1944) Stephenson, 1945 †
- Brachycythere xizangensis Huang & Zheng in Huang, 1975 †